# El Pla del Penedès
El Pla del Penedès är en kommun i Spanien.   Den ligger i provinsen Província de Barcelona och regionen Katalonien, i den östra delen av landet, 500 km öster om huvudstaden Madrid. Antalet invånare är 1 198. Arean är 9,6 kvadratkilometer. El Pla del Penedès gränsar till Torrelavit, Subirats, Santa Fe del Penedès, Font-rubí och Puigdàlber. 
Terrängen i El Pla del Penedès är platt.